# Afusipa Taumoepeau

a Compétitions nationales et continentales officielles uniquement.

b Matchs officiels uniquement.
Dernière mise à jour le 7 décembre 2022.
Afusipa Taumoepeau , né le 26 janvier 1990, surnommé Sipa, est un joueur de rugby à XV australien, évoluant au poste de centre ou ailier et mesurant 1,84 mètre. Il évolue avec le club français de l'USA Perpignan.

## Carrière
Sipa Taumoepeau débute en Super 15 avec les Brumbies, disputant dix rencontres, entre 2008 et 2011.  Lors de cette dernière saison 2011, qu'il débute avec les Brumbies, il joue onze matchs avec les Melbourne Rebels, inscrivant un essai. Puis, il rejoint la France, signant avec le club de Pro D2 de la Section paloise en France. En 2014, il rejoint le SC Albi, recruté par Ugo Mola, nouvel entraîneur du club. Celui-ci termine la saison 2014-2015 de Pro D2 en demi-finale d'accession. Titulaire lors des 27 rencontres qu'il dispute, il inscrit sept essais.  
Auteur de cinq essais en 24 rencontres au terme de la saison suivante, il suscite l'attention de Castres olympique qui le recrute dans son effectif. Il est sacré champion de France en 2018.
Taumoepeau rejoint Perpignan à l'intersaison 2018.

## Palmarès

### En club
- Championnat de France : 
  - Champion : 2018
- Championnat de France de 2e division  :
  - Champion : 2021